# WISE 0146+4234
WISE J014656.66+423410.0（编号缩写为WISE 0146+4234）是一颗光谱分类为Y0的棕矮星，位于仙女座中，距离地球大约20光年。

## 发现
WISE 0146+4234是于2012年由J·大卫·柯克帕特里克（J. Davy Kirkpatrick）等人从廣域紅外線巡天探測衛星（WISE）收集的数据中发现的。该卫星是美国宇航局发射的40厘米波长红外线太空望远镜，环绕地球飞行，它的任务从2009年12月直到2011年2月。2012年，J·大卫·柯克帕特里克等人在天文物理期刊上发表文章，宣布通过WISE发现了七颗光谱分类为Y型的棕矮星，其中一颗就是WISE 0146+4234。

## 距离
暂时还没有用三角视差法对WISE 0146+4234进行测距。因此这个天体只有估测的距离，这些数据由间接方法光度法测定。
WISE 0146+4234的估计距离
| 来源                               | 视差/mas | 距离/pc | 距离/ly | 参考文献 |
| ---------------------------------- | -------- | ------- | ------- | -------- |
| 柯克帕特里克等人（2012年），表4和8 |          | 6.3     | 20.5    | [ 1 ]    |

非三角视差法估测的距离用斜体表示。